# 斯莫利良卡 (科德馬區)
48°3′52″N 29°20′59″E / 48.06444°N 29.34972°E
斯莫良卡（烏克蘭語：Смолянка）是位於烏克蘭西南部的村莊，由敖德萨州波季利斯克区的科迪馬市鎮負責管轄。該村始建於1939年，面積1.85平方公里，2001年人口434，人口密度每平方公里234.59人。